# Джон, Патрик
Патрик Роланд Джон (англ. Patrick Roland John; 7 января 1938, Розо, Доминика — 6 июля 2021, Розо, Доминика) — политический и государственный деятель Доминики, дважды премьер-министр страны (28 июля 1974 — 2 ноября 1978 и 3 ноября 1978 — 21 июня 1979). Первый премьер-министр страны после провозглашения независимости от Великобритании в 1978 году. Профсоюзный деятель. Футбольный функционер. Член сборной Доминики по футболу.

## Биография
Получил образование в школе для мальчиков Розо и Академии Святой Марии, где позже преподавал в течение четырёх лет. Работал клерком по доставке, участвовал в организации тред-юниона Waterfront and Allied Work Union.
В 1960 году стал участником профсоюзного движения Доминики. Обучался на курсах по трудовым отношениям и профсоюзному движению на Ямайке и в Канаде, стал генеральным секретарём Доминикского профсоюза Waterfront and Allied Work Union. В 1965 году был избран на пост мэра столицы острова Розо.
Член лейбористской партии Доминики.
С 1970 года — депутат парламента — Палаты собрания Доминики.
Занимал несколько министерских постов.
В 1974 году возглавил правительство Доминики, которая тогда ещё находилась под контролем Соединённого королевства. Занимал кресло премьера до ноября 1978 года. Затем вновь назначен на эту должность. После массовых протестов против его правительства и его сурового руководства, после того, как солдаты открыли огонь по демонстрантам, 21 июня 1979 года вынужден был оставить пост уже независимого государства.
После убийства нескольких туристов в середине 1970-х годов и появления движения за власть чёрных, ввёл ряд столь ограничительных законов, что они даже регулировали допустимые виды одежды.
Был почётным командующим силами обороны Доминики, избегал политических ярлыков. Занимал социалистические позиции, но при этом не был революционером. После некоторого увлечения кубинской и гайанской моделями развития он отверг их в пользу смешанной экономики. С точки зрения развития, видел будущее острова, связанное с Западом. К удивлению многих, одним из первых его действий после обретения независимости было установление дипломатических отношений с Южной Кореей.
На всеобщих выборах 1980 года потерял своё место в Ассамблее. Позже, при поддержке группы сторонников расистской концепции «Превосходство белых» и иностранных наёмников безуспешно пытался отстранить от власти правительство Юджинии Чарлз, избранной на выборах 1980 года (план заговора получил кодовое название операция «Красная собака»). Попытка государственного переворота была своевременно установлена, пресечена, а заговорщики как в Доминике, так и в США были разоблачены. В условиях чрезвычайного положения Джон и другие заговорщики были арестованы. Сам Джон был осуждён на 12 лет, из которых отсидел пять лет.
После освобождения из тюрьмы П. Джон возобновил свою деятельность в общественной жизни, особенно в спорте. Ранее входивший в сборную Доминики по футболу, стал местным футбольным функционером. В 1992 году был избран президентом Футбольной ассоциации Доминики (DFA). Под его руководством DFA в 1994 году вошла в ФИФА. Занимал пост президента до 2006 года, когда местное футбольное сообщество проголосовало за его отстранение от должности. В 2007 году его имя было внесено в Зал славы КОНКАКАФ. В мае 2008 года он был вновь переизбран президентом DFA. В ноябре 2011 года ФИФА запретила Джону заниматься спортом на два года и оштрафовала его на $3300 за участие в предполагаемой схеме взяточничества с участием кандидата в президенты ФИФА Мохамеда бин Хаммама.

## Награды
- Удостоен высшей награды Венесуэлы — Ордена Франсиско де Миранды.